# Sylvester Stallone

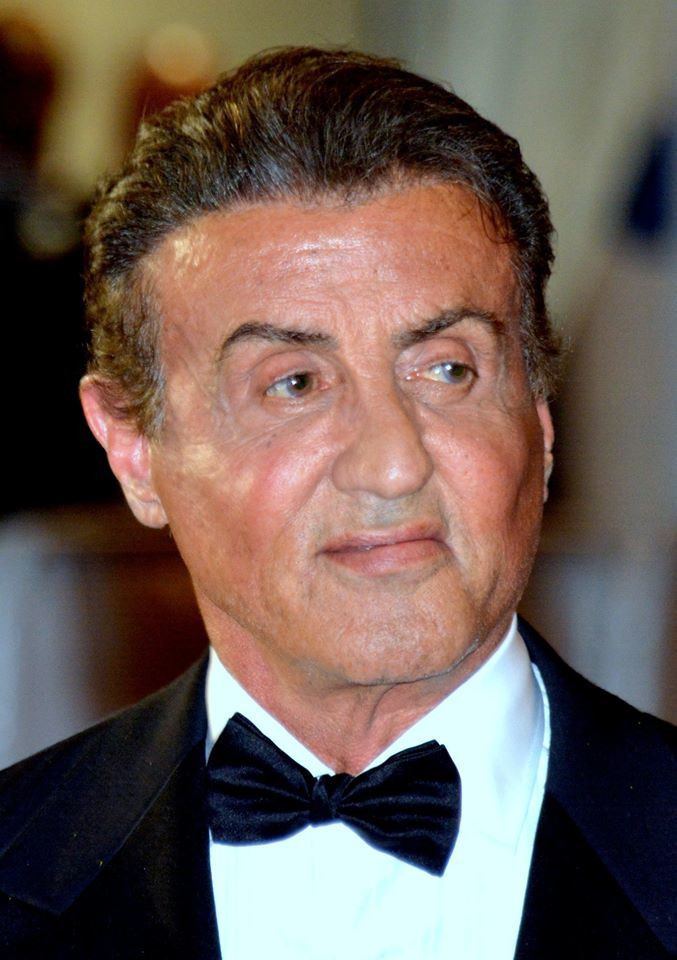
Sylvester Stallone (2019)

Sylvester Enzio „Sly“ Stallone (* 6. Juli 1946 in New York City als Michael Sylvester Gardenzio Stallone) ist ein US-amerikanischer Schauspieler, Filmregisseur, Drehbuchautor und Filmproduzent.
Er wurde dreimal für den Oscar und ebenso oft für den Golden Globe Award nominiert. Mit letzterem wurde er 2016 ausgezeichnet. Er gilt als einer der erfolgreichsten Action-Darsteller der Filmgeschichte.

## Leben und Karriere
Stallone wurde als Michael Sylvester Gardenzio Stallone in New York City geboren. Sein Bruder Frank Stallone ist ebenfalls Schauspieler, Sänger und Songwriter. Sein Vater Frank Stallone Senior (* 1919 in Gioia del Colle; † 11. Juli 2011 in Wellington, Florida), ein italienischer Einwanderer, anglisierte den ursprünglich italienischen Familiennamen Staglione, um nicht mit verschiedenen Mitgliedern der New Yorker Unterwelt verwechselt zu werden. 
Seine Mutter war Jacqueline „Jackie“ Frances Stallone (geb. Labofish; * 29. November 1921 in Washington, D.C.; † 21. September 2020 in Los Angeles), eine gebürtige US-Amerikanerin halb französisch-christlicher (aus der Bretagne) und halb ukrainisch-jüdischer (aus Odessa) Abstammung. Eine eingesetzte Geburtszange verursachte eine Nervenschädigung und dauerhafte Muskellähmung der unteren linken Gesichtshälfte, die ihm besonders während seiner Kindheit zu schaffen machte. Wegen dieser Lähmung rieten ihm seine Lehrer anfangs von einer Schauspielkarriere ab.
Stallone wuchs in einem Vorort von Philadelphia auf. In der Grundschule machte er erste Schritte als Amateurschauspieler und feierte als Football-Spieler in der Landesliga Erfolge. Am American College of Switzerland, Leysin, ließ er sich zum Schauspieler ausbilden. Hier hatte er seinen ersten Bühnenauftritt in Tod eines Handlungsreisenden in der Rolle des Biff. 
Zurück in den USA schrieb er sich an der Universität von Miami ein und begann, sich als Autor zu versuchen. Stallone verließ die Universität allerdings vor dem Abschluss, um eine Karriere als Schauspieler in Angriff zu nehmen. Zunächst wenig erfolgreich, trat er mit 24 Jahren aus Geldnot für 200 US-Dollar als Hauptfigur Stud (englisch Deckhengst) in dem Erotikfilm Kitty & Studs – Der italienische Deckhengst auf. Daneben übernahm Stallone aber auch kleine Rollen in Filmen von Woody Allen (Bananas) und Dick Richards (Fahr zur Hölle, Liebling).
Der Durchbruch für Stallone war das Boxer-Drama um Rocky Balboa, einem Boxer und Niemand aus Philadelphia. Durch einen Kampf des Boxers Chuck Wepner gegen den damaligen Weltmeister Muhammad Ali inspiriert, schrieb Stallone innerhalb weniger Tage ein Drehbuch und bot es einigen Filmproduzenten mit der Bedingung an, die Hauptrolle zu spielen. Er setzte sich schließlich durch. Rocky wurde mit einem Budget von knapp 1,1 Mio. US-Dollar gedreht und im Jahr 1976 zum großen Überraschungserfolg an den Kinokassen. Der Film machte Stallone über Nacht zum Star, wurde 1977 in zehn Kategorien für den Oscar nominiert und gewann den Preis für den besten Film, die beste Regie und den besten Schnitt. Stallone selbst erhielt Nominierungen als bester Hauptdarsteller und für das beste Originaldrehbuch. Gleichzeitig in diesen Kategorien waren bis dahin für einen Film nur Charlie Chaplin und Orson Welles nominiert worden.

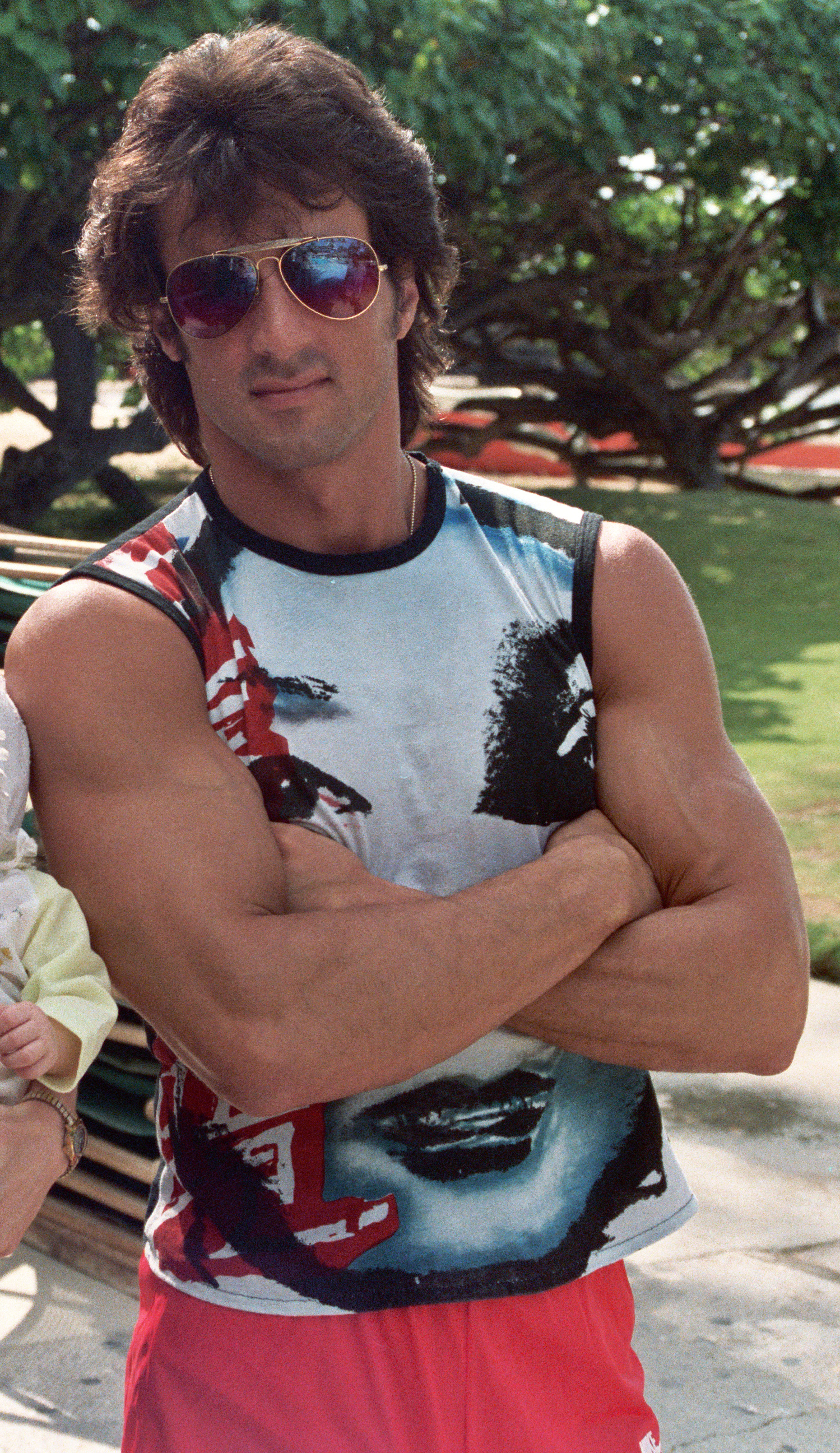
Stallone im Jahr 1984

Die mehrfachen Fortsetzungen von Rocky, die er mit Ausnahme des fünften Teils selbst als Regisseur inszenierte, waren weniger anspruchsvoll als das Original und setzten mehr auf Action, entsprachen aber dem Zeitgeist der 1980er Jahre. Insgesamt gilt die Reihe als eine der bekanntesten filmischen Darstellungen des American Dream. Der kommerzielle Erfolg hielt an. Stallone wurde weltweit zu einem der populärsten Schauspieler dieses Jahrzehnts.
Im Jahr 1978 gab Stallone mit dem Film Vorhof zum Paradies sein Debüt als Regisseur. Unterdessen versuchte er sich auch an Projekten wie Norman Jewisons Gewerkschaftsfilm F.I.S.T. – Ein Mann geht seinen Weg – einem typischen Film des New Hollywood. Hierbei spielte Stallone die Hauptrolle und arbeitete am Drehbuch mit.

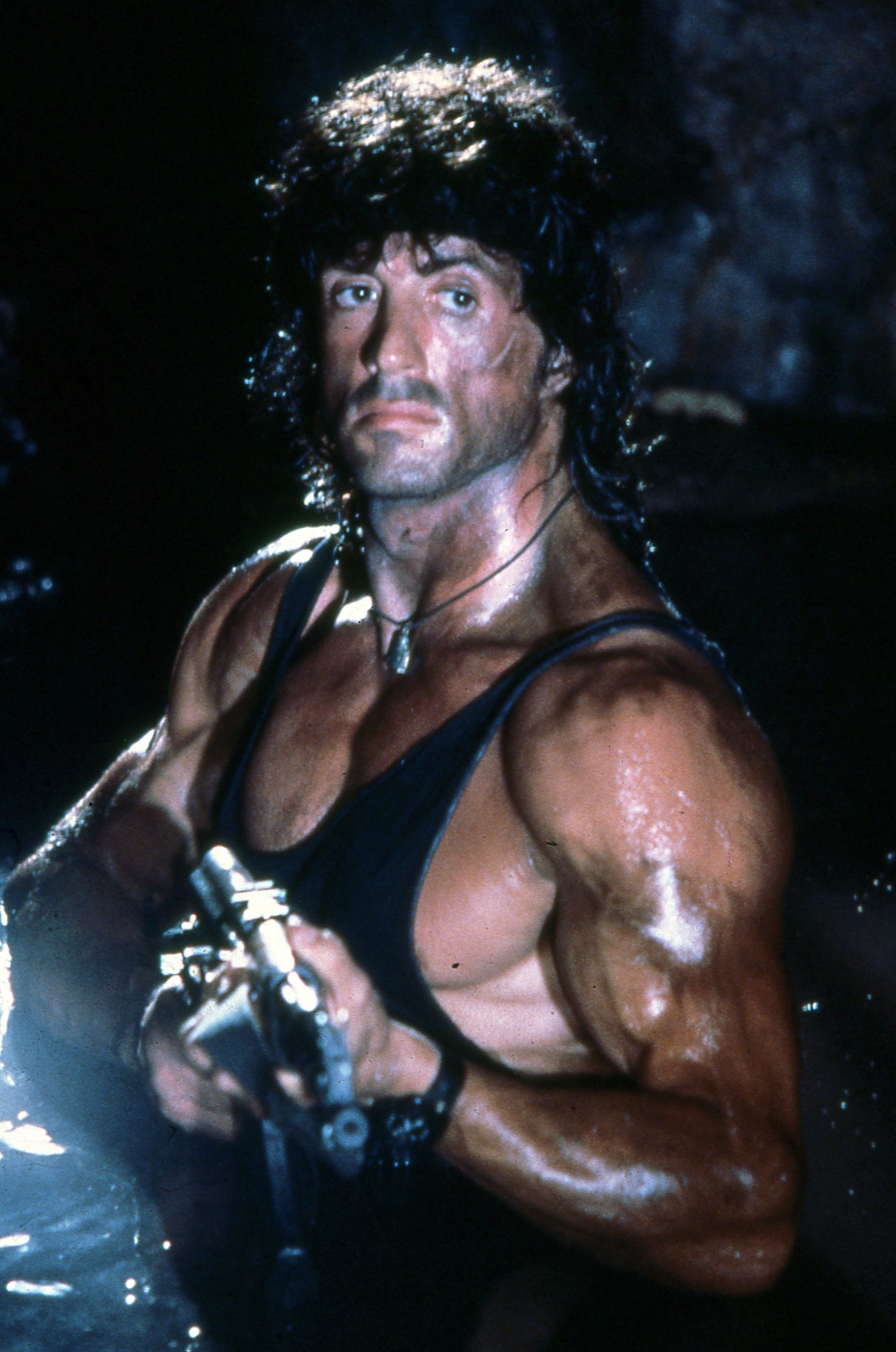
Stallone in Rambo III

Einen weiteren kommerziellen Erfolg erzielte Stallone 1982 mit Rambo, basierend auf dem Bestseller-Roman First Blood von David Morrell (erschienen 1972). Hier setzte sich Stallone kritisch mit dem Vietnamkrieg und der damaligen Stimmung der amerikanischen Bevölkerung gegenüber dem US-Militär auseinander. Der Film wurde von den Kritikern kontrovers diskutiert. Stallone drehte auch hier Fortsetzungen. Diese setzten wiederum mehr auf Action, noch mehr Patriotismus sowie den damit verbundenen Zeitgeist der Reagan-Ära und des Kalten Krieges.
1983 arbeitete Stallone als Regisseur mit John Travolta an der Fortsetzung von Saturday Night Fever. Der Film Staying Alive erhielt zwar sehr negative Kritiken, wurde jedoch ein beachtlicher kommerzieller Erfolg. Den Höhepunkt seiner Popularität erreichte Stallone im Jahr 1985: Mit Rambo II und Rocky IV zeichnete er für gleich zwei der drei kommerziell erfolgreichsten Filme des Jahres verantwortlich.
Im Jahr 1986 erschien der Film Die City-Cobra. Der Titel landete in den US-Jahrescharts von 1986 auf Rang 15. Die nachfolgenden Filme Over The Top und Lock Up floppten an den nordamerikanischen Kinokassen, lockten aber in Deutschland jeweils über eine Million Zuschauer in die Kinos. 
Als auch die Fortsetzungen zu seinen Paraderollen Rocky und Rambo enttäuschten – das Einspielergebnis von Rambo III in den Vereinigten Staaten entsprach nur einem Drittel des erfolgreichen Vorgängers, und Rocky V wurde einer seiner größten Flops– geriet Stallones Karriere ins Stocken.
Versuche, sein martialisches Image in den 1990er Jahren durch humorvolle Einlagen in Filmen wie Oscar – Vom Regen in die Traufe und Stop! Oder meine Mami schießt! aufzulockern, scheiterten. Stallone sah ein, dass ihn die breite Masse nur als Actiondarsteller akzeptierte. Mit Filmen wie Cliffhanger – Nur die Starken überleben, Demolition Man und The Specialist knüpfte er an seine Erfolge aus den 80er Jahren an. Später aber floppten auch typische Action-Reißer wie Judge Dredd, Assassins – Die Killer und Daylight an den US-Kinokassen.
Im Jahr 1997 überzeugte Stallone das Publikum und die Kritiker mit seiner darstellerischen Leistung in Cop Land. Für seine Rolle als übergewichtiger Sheriff einer überwiegend von Polizisten bewohnten Kleinstadt hatte er extra 15 kg zugenommen und konnte neben Kollegen wie Robert De Niro, Harvey Keitel und Ray Liotta bestehen.
Die nun folgenden Filme Get Carter – Die Wahrheit tut weh und Driven erwiesen sich erneut als große Flops. Daraufhin entstanden eine Reihe von Filmen mit Geld aus deutschen Filmfonds, die nur kurz in den Kinos waren oder wie Avenging Angelo oder Shade gar nicht in den deutschen Kinos starteten.

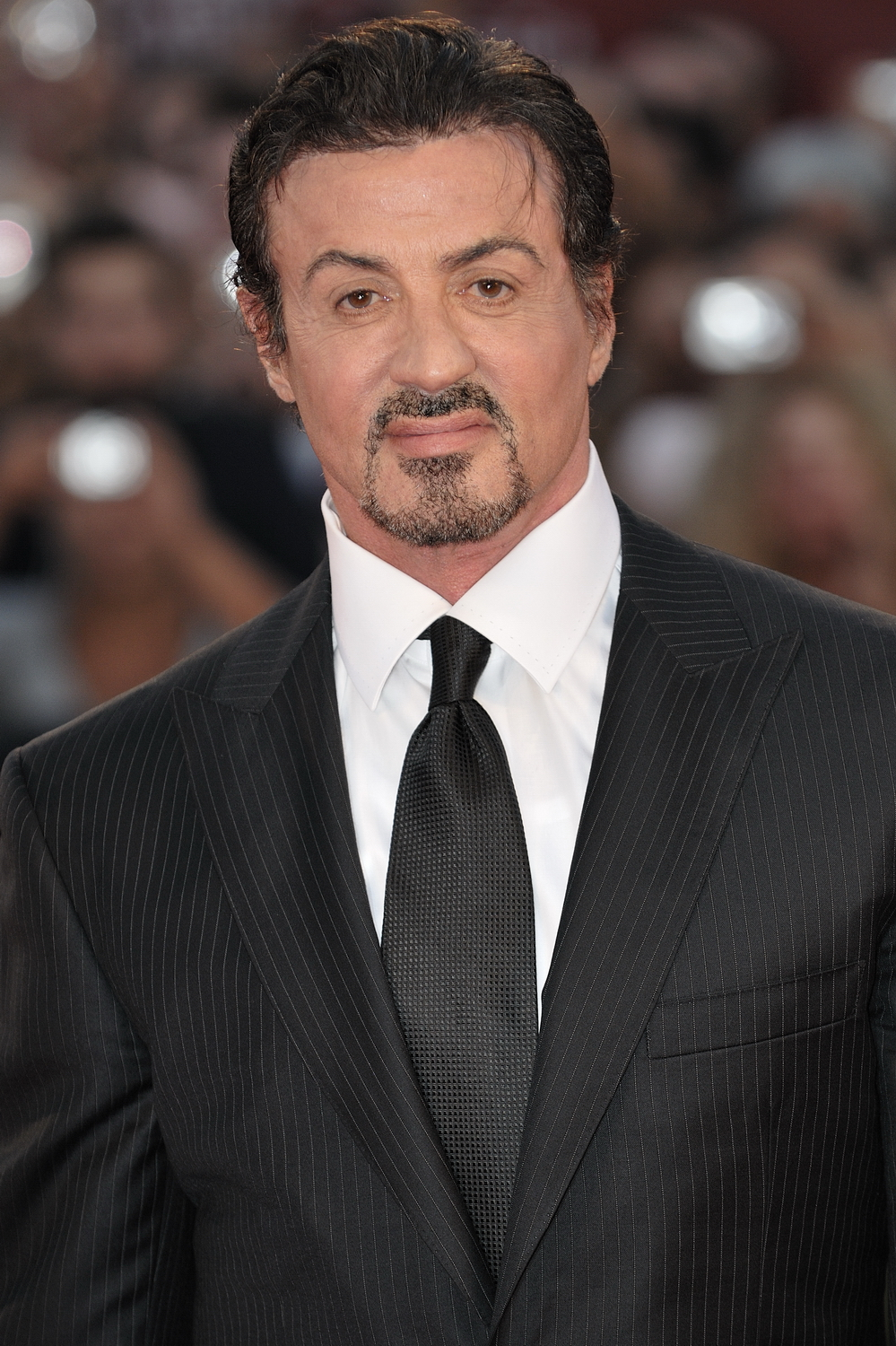
Stallone bei den Internationalen Filmfestspielen von Venedig 2009

Für sein Comeback begann Stallone mit der Arbeit an Fortsetzungen zu seinen erfolgreichsten Rollen Rocky und Rambo, die zu drehen er sich lange geweigert hatte. Im Dezember 2005 wurde mit den Dreharbeiten zu Rocky Balboa begonnen, welcher im Februar 2007 in den deutschen Kinos anlief und den ersehnten Erfolg an den Kinokassen brachte. Mit dem im Folgejahr veröffentlichten, ebenfalls erfolgreichen vierten Rambo-Film gelang es Stallone endgültig, wieder Fuß in Hollywood zu fassen.
Im August 2010 erschien der Actionfilm The Expendables. Für diesen übernahm Stallone neben der Hauptrolle abermals Drehbuch und Regie. Damit stand er 27 Jahre nach Staying Alive erstmals wieder für einen Film hinter der Kamera, der nicht Teil der Rocky- bzw. Rambo-Franchise war. Bereits am Startwochenende spielte der Film knapp 35 Millionen US-Dollar ein – ein Rekord in Stallones Karriere. Mitte September übersprang er in den Vereinigten Staaten die 100-Millionen-Dollar-Hürde. 
Dies war Stallone zuletzt 25 Jahre zuvor mit Rocky IV gelungen. Weltweit spielte der Film knapp 275 Millionen US-Dollar ein. Der Erfolg des Films führte zu drei Fortsetzungen, die weltweit weitere 500 Millionen US-Dollar einspielten.
Im Jahr 2013 war Stallone zum ersten Mal in seiner Karriere in drei Kinofilmen zu sehen. Sowohl die beiden Actionfilme Shootout – Keine Gnade und Escape Plan als auch die Sportkomödie Zwei vom alten Schlag floppten jedoch in den Vereinigten Staaten mit einem Einspielergebnis von jeweils weniger als 30 Millionen US-Dollar. Escape Plan war allerdings ein internationaler Erfolg und spielte allein im Ausland über 100 Millionen US-Dollar ein.
Der Boxerfilm Creed – Rocky’s Legacy aus dem Jahr 2015, in dem Stallone zum siebten Mal in die Rolle des Rocky Balboa schlüpfte, erwies sich als großer Erfolg bei Publikum und Kritikern. Der Film spielte allein in den Vereinigten Staaten über 100 Millionen US-Dollar ein und bescherte Stallone nach fast 40 Jahren erneut eine Oscar-Nominierung sowie den ersten Golden Globe Award.

## Sonstiges

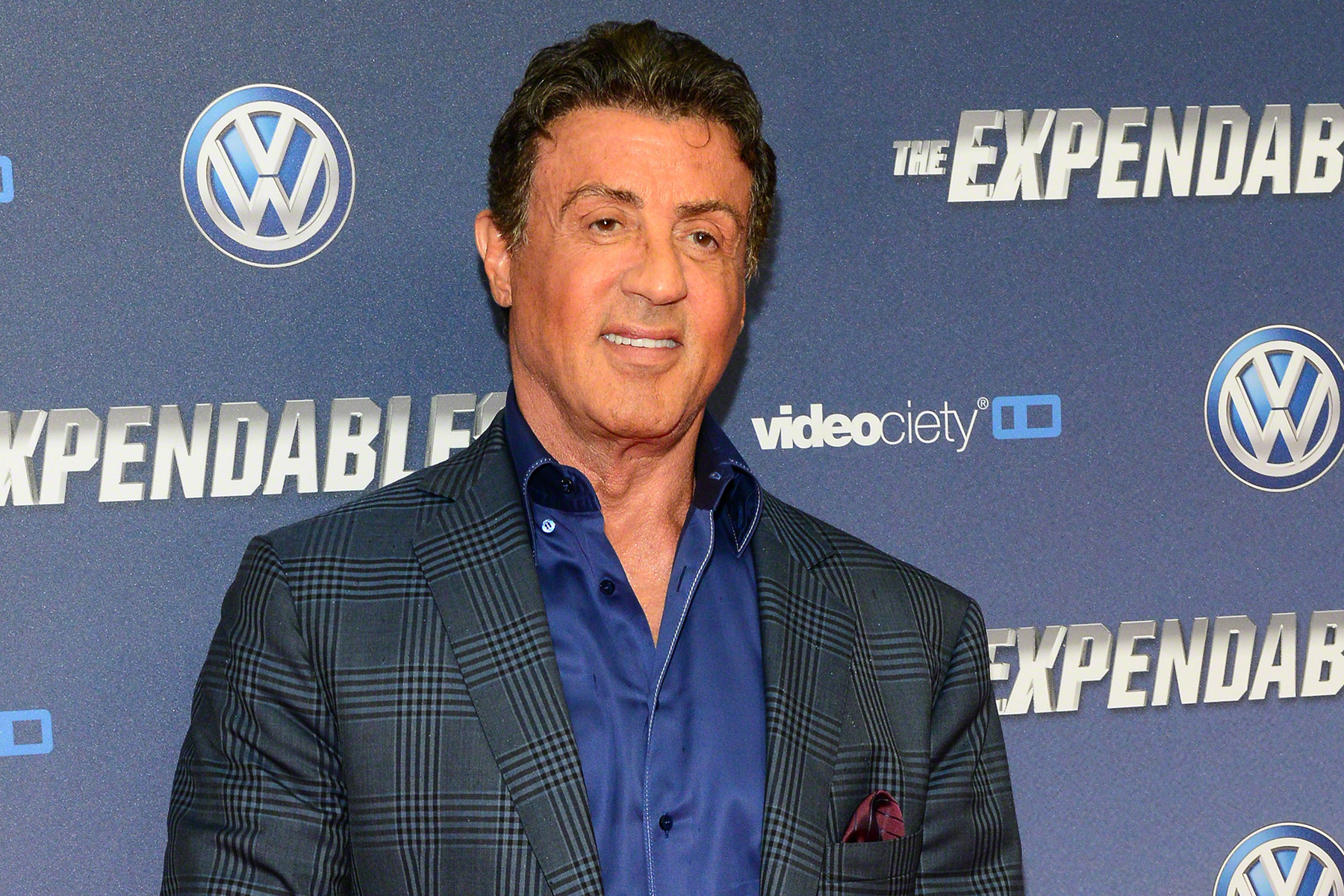
Stallone bei der Premiere von The Expendables 3 im August 2014

Am 21. Mai 2007 wurde Stallone in Australien wegen illegaler Einfuhr von Wachstumshormonen zu einer Geldstrafe in Höhe von 12.000 AU$ (ca. 7.300 Euro) verurteilt. Stallone hatte am 16. Februar 2007 bei seiner Einreise 48 in seinem Gepäck befindliche Ampullen mit den Muskelaufbaupräparaten Jintropin sowie Testosteron verschwiegen. Als Beamte drei Tage später sein Hotelzimmer durchsuchen wollten, warf er vier Ampullen Testosteron aus dem Fenster.
Stallone ist zusammen mit Bruce Willis, Demi Moore, Jackie Chan und Arnold Schwarzenegger Mitbegründer der Restaurantkette Planet Hollywood.
Im Jahr 2009 verletzte sich Stallone während der Dreharbeiten zum Film The Expendables bei einer Kampfszene mit Steve Austin und zog sich einen Haarriss in einem Halswirbel zu, dem vier Operationen folgten, in deren Verlauf ihm ein Metallplättchen in den Nacken eingesetzt wurde. 
Als Resultat dieses Genickbruches darf Stallone künftig keine Stunts mehr ausführen, da die nächste Verletzung an seiner Wirbelsäule eine Querschnittlähmung oder sogar seinen Tod zur Folge haben könnte.
In den deutschsprachigen Fassungen seiner Filme wurde Stallone zwischen 1976 und 1979 (Rocky I bis II) von Jürgen Prochnow gesprochen. Von 1981 bis 2018 war es fast immer Thomas Danneberg, welcher ihn bereits in zwei Filmen in den Jahren 1970 und 1974 sprach. Aufgrund einer schweren Erkrankung ging Danneberg Anfang April 2019 in den Ruhestand. Seitdem spricht Prochnow wieder Stallone.
Stallone ist neben der Schauspielerei auch Maler. Er beschäftigte sich damit bereits, bevor er mit der Schauspielerei begann.

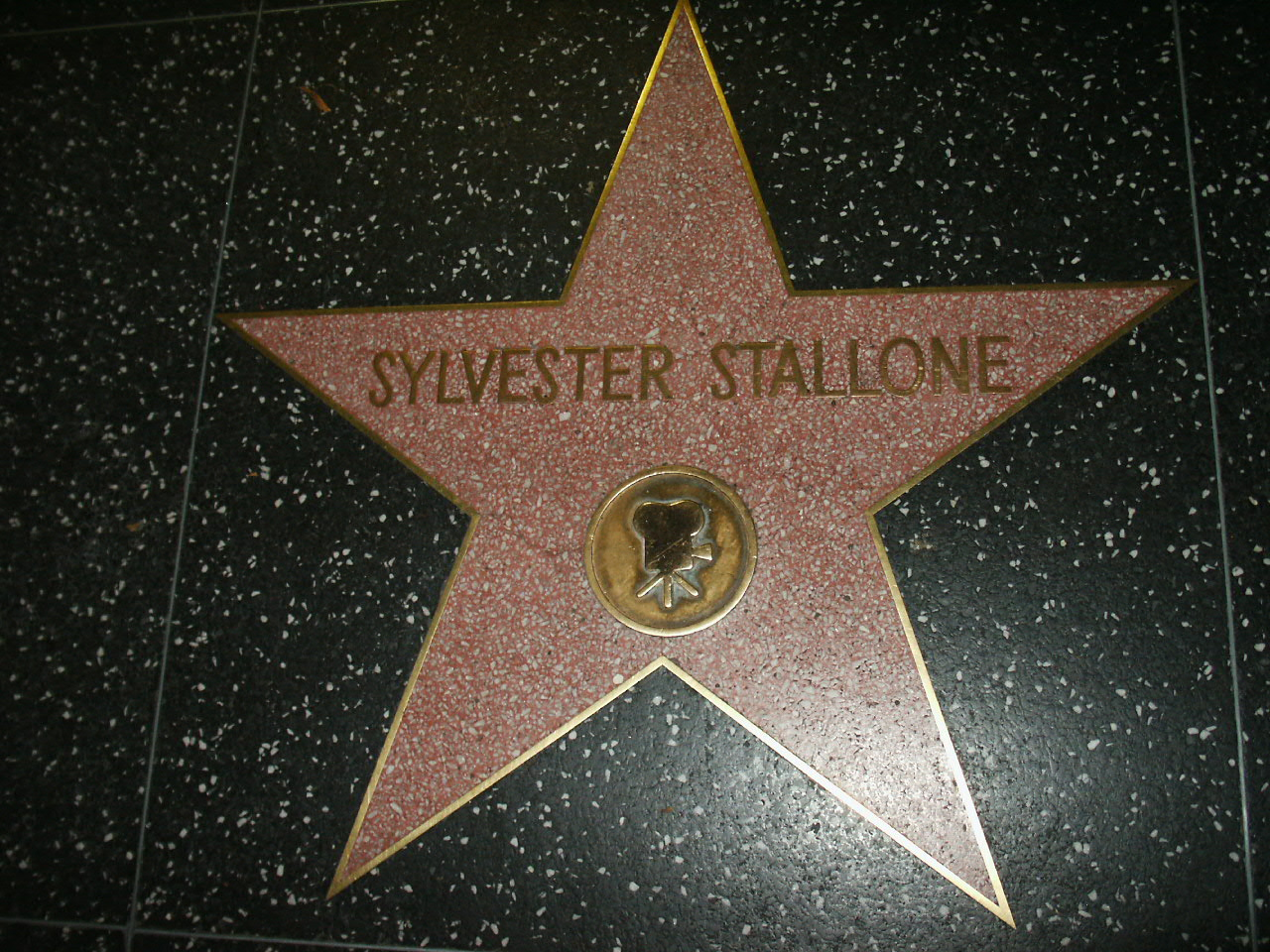
Sylvester Stallones Stern auf dem Hollywood Walk of Fame

## Privates

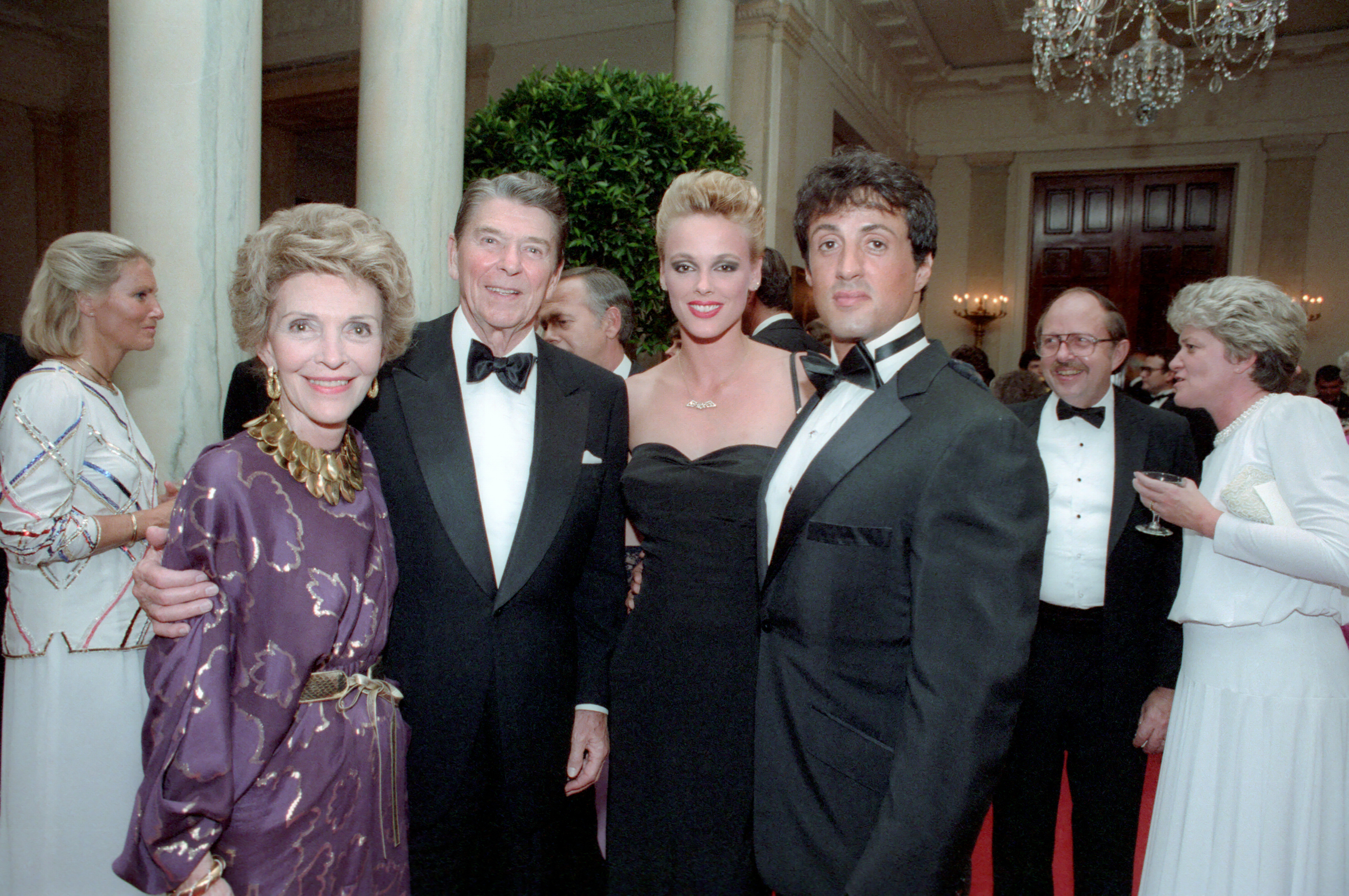
Stallone mit Brigitte Nielsen und dem US-Präsidentenpaar Nancy und Ronald Reagan im Oktober 1985

Stallone erlitt bei seiner Geburt eine Verletzung des VII. Hirnnervs (Nervus facialis). Der linke untere Abschnitt seines Gesichts ist deswegen gelähmt, nebst Teilen seiner Lippen und seines Kinns, was seinen typischen Gesichtsausdruck erzeugt. Als Kind wurde er deswegen gehänselt, inzwischen sind seine eingeschränkte Mimik und die leicht verwaschene Aussprache jedoch zum Markenzeichen geworden. Stallone ist römisch-katholischer Christ.
Stallone heiratete dreimal. Aus seiner ersten Ehe mit Sasha Czack (1974–1985) stammen seine beiden Söhne Sage (1976–2012), der in Rocky V als Rockys Sohn sowie in Daylight mitspielte, und Seargeoh (* 1979), als Rockys Baby in Rocky II zu sehen. Seine zweite Ehe mit Brigitte Nielsen (1985–1987) blieb kinderlos.
Aus der dritten Ehe mit dem Model Jennifer Flavin, die im Mai 1997 geschlossen wurde, gingen drei Töchter hervor (* 1996, 1998 und 2002). Stallones Ehefrau Jennifer Flavin reichte am 19. August 2022 nach 25 Jahren Ehe die Scheidung ein, dies zeigen die Aufzeichnungen des Palm Beach County in Florida. 
Flavin beschuldigt Stallone, er habe eheliche Güter aus dem Ehestand entfernt und verschwendet, welche ihr im Falle einer Scheidung zustünden – die Ehe der Parteien, so gab sie als Grund an, sei infolge dessen „unheilbar zerrüttet“. Im September 2022 wurde jedoch bekannt, dass sich das Paar wieder versöhnt hat.

## Politische Ansichten
Im Zuge der US-Wahlen 2008 gehörte Stallone neben anderen namhaften Darstellern wie „Terminator“ Arnold Schwarzenegger und „Superman“ Dean Cain zu den Befürwortern des Präsidentschaftskandidaten John McCain.
Stallone ist Anhänger von Donald Trump. Von diesem wurde er Anfang 2025 zum „Sonderbotschafter in Hollywood“ vorgeschlagen.

## Filmografie

### Schauspieler

#### Kino
- 1970: Kitty & Studs – Der italienische Deckhengst (The Party at Kitty and Stud’s)
- 1973: Der letzte Ausweg (No Place to Hide)
- 1974: Brooklyn Blues – Das Gesetz der Gosse (The Lords of Flatbush)
- 1975: Frankensteins Todesrennen (Death Race 2000)
- 1976: Rocky
- 1978: F.I.S.T. – Ein Mann geht seinen Weg (F.I.S.T.)
- 1978: Vorhof zum Paradies (Paradise Alley)
- 1979: Rocky II
- 1981: Nachtfalken (Nighthawks)
- 1981: Flucht oder Sieg (Escape to Victory)
- 1982: Rocky III – Das Auge des Tigers (Rocky III)
- 1982: Rambo (First Blood)
- 1984: Der Senkrechtstarter (Rhinestone)
- 1985: Rambo II – Der Auftrag (Rambo: First Blood Part II)
- 1985: Rocky IV – Der Kampf des Jahrhunderts (Rocky IV)
- 1986: Die City-Cobra (Cobra)
- 1987: Over the Top
- 1988: Rambo III
- 1989: Lock Up – Überleben ist alles (Lock Up)
- 1989: Tango und Cash (Tango & Cash)
- 1990: Rocky V
- 1991: Oscar – Vom Regen in die Traufe (Oscar)
- 1992: Stop! Oder meine Mami schießt! (Stop! Or My Mom Will Shoot)
- 1993: Cliffhanger – Nur die Starken überleben (Cliffhanger)
- 1993: Demolition Man
- 1994: The Specialist
- 1995: Judge Dredd
- 1995: Assassins – Die Killer (Assassins)
- 1996: Daylight
- 1997: Cop Land
- 2000: Get Carter – Die Wahrheit tut weh (Get Carter)
- 2001: Driven
- 2002: D-Tox – Im Auge der Angst (D-Tox)
- 2002: Avenging Angelo
- 2003: Mission 3D (Spy Kids 3-D: Game Over)
- 2003: Shade
- 2006: Rocky Balboa
- 2008: John Rambo (Rambo)
- 2010: The Expendables
- 2012: The Expendables 2
- 2012: Shootout – Keine Gnade (Bullet to the Head)
- 2013: Escape Plan
- 2013: Zwei vom alten Schlag (Grudge Match)
- 2014: The Expendables 3
- 2014: Reach Me
- 2015: Creed – Rocky’s Legacy (Creed)
- 2018: Escape Plan 2: Hades
- 2018: Creed II – Rocky’s Legacy (Creed II)
- 2018: Backtrace
- 2019: Escape Plan 3: The Extractors
- 2019: Rambo: Last Blood
- 2022: Samaritan
- 2023: The Expendables 4 (Expend4bles)
- 2024: Armor
- 2025: Alarum

#### Kino – Kurzauftritte, Cameos usw.
- 1969: The Square Root, auch That Nice Boy
- 1969: Schußfahrt (Downhill Racer)
- 1970: Liebhaber und andere Fremde (Lovers and Other Strangers)
- 1970: Pigeons, auch The Sidelong Glances of a Pigeon Kicker
- 1971: Klute
- 1971: Bananas
- 1975: Mandingo
- 1975: Das Nervenbündel (The Prisoner of Second Avenue)
- 1975: Capone
- 1975: Fahr zur Hölle, Liebling (Farewell, My Lovely)
- 1976: Cannonball
- 1983: Staying Alive
- 1997: The Good Life
- 1998: Fahr zur Hölle Hollywood (An Alan Smithee Film: Burn Hollywood Burn)
- 2003: Taxi 3
- 2009: Kambakkht Ishq – Drum prüfe wer sich ewig bindet (Kambakkht Ishq)
- 2017: Guardians of the Galaxy Vol. 2
- 2023: Guardians of the Galaxy Vol. 3

#### Fernsehserien
- 1975: Police Story – Immer im Einsatz (Police Story, Folge 3x02 The Cutting Edge)
- 1975: Kojak – Einsatz in Manhattan (Kojak, Folge 3x03 Ein Fall von Notwehr?)
- 1979: Die Muppet Show (The Muppet Show, Folge 3x20 Sylvester Stallone)
- 2005: Las Vegas (Folgen 2x12 und 2x18)
- 2017: This Is Us – Das ist Leben (This Is Us, Folge 2x03 Déjà vu)
- seit 2022: Tulsa King

#### Stimme
- 1998: Antz (Film, Stimme von Weaver)
- 2002: Liberty’s Kids (Fernsehserie, Folge 1x05, Stimme von Paul Revere)
- 2011: Der Zoowärter (Zookeeper, Film, Stimme von Joe, dem Löwen)
- 2016: Ratchet & Clank (Film, Stimme von Victor von Ion)
- 2017: Ein tierischer Zirkus (Animal Crackers, Film, Stimme von Bullet-Man)
- 2021: The Suicide Squad (Stimme)

#### Dokumentationen
- 2009: Amerika Idol[37]
- 2023: Sly[38][39]

### Regisseur
- 1978: Vorhof zum Paradies (Paradise Alley)
- 1979: Rocky II
- 1982: Rocky III – Das Auge des Tigers (Rocky III)
- 1983: Staying Alive
- 1985: Rocky IV – Der Kampf des Jahrhunderts (Rocky IV)
- 2006: Rocky Balboa
- 2008: John Rambo (Rambo)
- 2010: The Expendables

### Drehbuchautor
- 1976: Rocky
- 1978: F.I.S.T. – Ein Mann geht seinen Weg (F.I.S.T.)
- 1978: Vorhof zum Paradies (Paradise Alley)
- 1979: Rocky II
- 1982: Rocky III – Das Auge des Tigers (Rocky III)
- 1983: Staying Alive
- 1984: Der Senkrechtstarter (Rhinestone)
- 1985: Rambo II – Der Auftrag (Rambo: First Blood Part II)
- 1985: Rocky IV – Der Kampf des Jahrhunderts (Rocky IV)
- 1986: Die City-Cobra (Cobra)
- 1987: Over the Top
- 1988: Rambo III
- 1990: Rocky V
- 1993: Cliffhanger – Nur die Starken überleben (Cliffhanger)
- 2001: Driven
- 2006: Rocky Balboa
- 2008: John Rambo (Rambo)
- 2010: The Expendables
- 2012: The Expendables 2
- 2013: Homefront
- 2014: The Expendables 3
- 2019: Rambo: Last Blood
- 2025: A Working Man

### Filmproduzent
- 1983: Staying Alive
- 2001: Driven
- 2013: Homefront
- 2015: Creed – Rocky’s Legacy (Creed)
- 2018: Creed II – Rocky’s Legacy (Creed II)
- 2022: Samaritan
- 2023: Creed III – Rocky’s Legacy (Creed III)
- 2024: Verloren in der Wildnis (Lost on a Mountain in Maine)
- 2025: A Working Man

## Auszeichnungen (Auswahl)

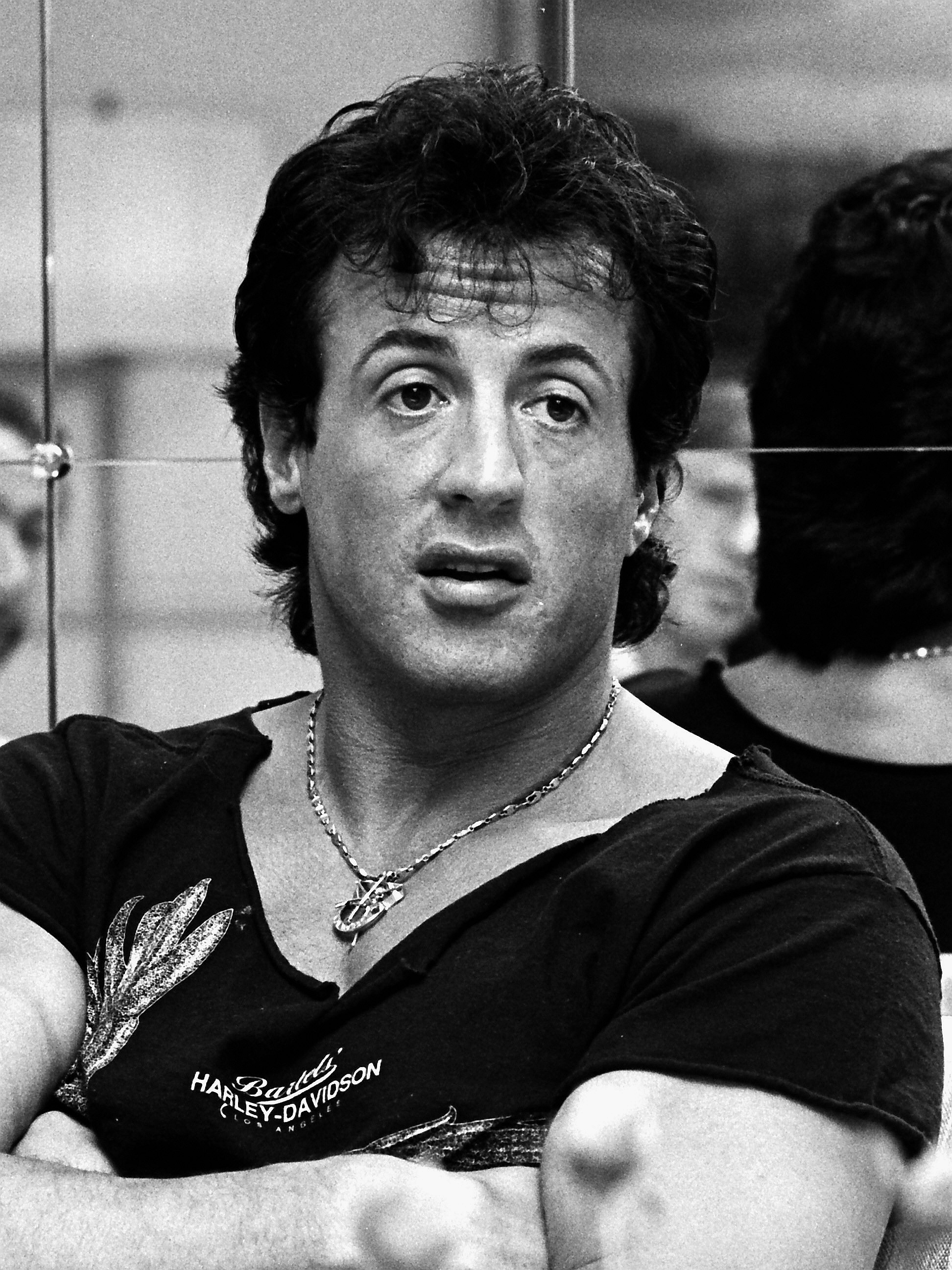
Sylvester Stallone (1988)

Im Laufe seiner Karriere wurde Sylvester Stallone für mehrere renommierte Filmpreise nominiert. Die meisten Nominierungen sind auf das Boxdrama Rocky zurückzuführen, für das er sowohl als Darsteller wie auch als Drehbuchautor Aufmerksamkeit erlangen konnte.
Die Folgejahre seiner Karriere wurden überwiegend von Negativpreisen dominiert, so erhielt er zehn Mal die Goldene Himbeere.
Im Jahr 2011 wurde Stallone in die International Boxing Hall of Fame aufgenommen.
Durch das erneute Boxdrama Creed – Rocky’s Legacy gehörte Stallone nach fast 40 Jahren erneut zum Nominiertenkreis bei den Oscars sowie Golden Globes und konnte letzteren gewinnen. Für diesen Schritt erhielt er auch den Himbeeren-Erlöser-Preis.
Insgesamt werden Stallone 34 Preise sowie 34 Nominierungen zugesprochen, die folgende Auswahl listet die bekanntesten auf.
Positive Auszeichnungen
Oscar
- 1977: nominiert in der Kategorie Bester Hauptdarsteller für Rocky
- 1977: nominiert in der Kategorie Bestes Originaldrehbuch für Rocky
- 2016: nominiert in der Kategorie Bester Nebendarsteller für Creed – Rocky’s Legacy

Golden Globe Awards
- 1977: nominiert in der Kategorie Bester Hauptdarsteller – Drama für Rocky
- 1977: nominiert in der Kategorie Bestes Filmdrehbuch für Rocky
- 2016: Auszeichnung in der Kategorie Bester Nebendarsteller für Creed – Rocky’s Legacy

BAFTA-Award
- 1978: nominiert in der Kategorie Bester Hauptdarsteller für Rocky
- 1978: nominiert in der Kategorie Bestes Drehbuch für Rocky

Andere
- 1983: Jupiter in der Kategorie bester Darsteller (für Rambo und Rocky III)
- 1992: César-Ehrenpreis (César d’honneur)
- 1997: Stockholm International Film Festival Preis als bester Schauspieler für Cop Land
- 2008: Zurich Film Festival Golden Icon Award für das Lebenswerk
- 2010: The Arnold Schwarzenegger Lifetime Achievement Award für sein Lebenswerk
- 2015: National Board of Review Award in der Kategorie Bester Nebendarsteller für Creed – Rocky’s Legacy
- Jan. 2016: Critics’ Choice Movie Award in der Kategorie Bester Nebendarsteller für Creed – Rocky’s Legacy
- 2016: Himbeeren-Erlöser-Preis für seine Leistung in Creed – Rocky’s Legacy nach einigen Himbeer-Auszeichnungen

Negative Auszeichnungen
- Goldene Himbeere in der Kategorie Schlechtester Schauspieler
  - 1985 Der Senkrechtstarter
  - 1986 Rambo II – Der Auftrag, Rocky IV – Der Kampf des Jahrhunderts
  - 1989 Rambo III
  - 1989 als schlechtester Schauspieler des Jahrzehnts
  - 1993 Stop! Oder meine Mami schießt!
  - 1999 als schlechtester Schauspieler des Jahrhunderts
- Goldene Himbeere in der Kategorie Schlechteste Regie
  - 1986 Rocky IV – Der Kampf des Jahrhunderts
- Goldene Himbeere in der Kategorie Schlechtestes Drehbuch
  - 1986 Rambo II – Der Auftrag
- Goldene Himbeere in der Kategorie Schlechteste Filmpaarung
  - 1995 The Specialist (mit Sharon Stone)
- Goldene Himbeere in der Kategorie Schlechtester Nebendarsteller
  - 2004 Mission 3D
  - 2024 The Expendables 4

## Ausstellungen (als Künstler)
- 2013: Russisches Museum in Sankt Petersburg
- 2015: Musée d’Art Moderne et d’Art Contemporain in Nizza[42]
- 2021/22: Osthaus Museum in Hagen[43]